# Pyramids of Mars
Pyramids of Mars é o terceiro serial da 13.ª temporada clássica da série de ficção científica britânica Doctor Who. Escrito por Robert Holmes e Lewis Greifer sob o pseudônimo de "Stephen Harris" e dirigido por Paddy Russell, foi transmitido pela primeira vez em quatro partes semanais na BBC1 entre 25 de outubro a 15 de novembro de 1975.
O serial é ambientado na Inglaterra, Egito e no planeta Marte em 1911. Na história, a câmara mortuária do alienígena osirano Sutekh (interpretado por Gabriel Woolf), inspirado no deus egípcio Set, é desenterrada pelo professor de arqueologia Marcus Scarman (Bernard Archard). Vivo mas imobilizado, Sutekh procura a sua liberdade usando o Professor Scarman como seu servo para destruir a joia de uma pirâmide em Marte que o mantém aprisionado. Influenciado pelo gênero de terror gótico e por filmes como A Múmia, o serial foi recebido com ampla aclamação da crítica, sendo elogiado por sua atmosfera e produção. Marca a primeira aparição de Sutekh, que retornou à série 49 anos depois em "The Legend of Ruby Sunday" (2024).

## Enredo
No Egito em 1911, o professor Marcus Scarman abre uma tumba e se depara com uma criatura que o irradia com um raio ofuscante. A TARDIS é atacada por uma força estranha e o Doutor é forçado a pousar. Ele e Sarah Jane também se encontram em 1911 no local que eventualmente se tornará no quartel da UNIT, agora um antigo prédio de propriedade da família Scarman repleto de artefatos do antigo Egito. A casa é ocupada por Ibrahim Namin, um egípcio meio louco, seguidor do culto de Hórus, que solta sobre eles servos disfarçados de múmias. Com um amigo da família Scarman, Dr. Warlock, o Doutor e Sarah chegam a uma parte da casa onde está o irmão de Marcus, Laurence. Ao capturar ondas de rádio de Marte, eles descobrem a mensagem "Cuidado com Sutekh" repetida em sua superfície.
Marcus retorna possuído pelo deus Sutekh e mata Namin, acreditando que deve haver "apenas um servo" dele. O Doutor explica que os deuses egípcios são na verdade extraterrestres que vieram à Terra há muito tempo. Enquanto Marcus ordena às múmias, que na verdade são robôs, que construam um míssil destinado a libertar Sutekh de sua prisão nas pirâmides em Marte, onde Hórus o trancou. Laurence, Sarah e o Doutor se escondem em um túnel secreto nas fundações da casa. Marcus mata o Dr. Warlock depois de encontrá-lo deitado em sua casa. O território ao redor da casa é então cercado por uma barreira invisível.
O Doutor descobre que as múmias podem ser controladas a partir do anel que Namin usava. Ele o encontra e o esconde na TARDIS. Embora Sarah deseje retornar à década de 1980, o Doutor mostra a ela que a Terra será devastada se Sutekh puder fazê-lo. Eles voltam a 1911 para impedir este evento e decidem usar gelignita para detonar o míssil. Apesar dos avisos do Doutor, Laurence tenta convencer Marcus de que ainda é seu irmão, mas acaba morto.
O Doutor usa um túnel dimensional para acessar a câmara de Sutekh em Marte para distrair sua atenção quando o míssil explode. Enquanto acredita estar preso, Sutekh tortura mentalmente o Doutor para possuí-lo. Sujeito à vontade de Sutekh, ele usa a TARDIS para levar Marcus e Sarah ao local das pirâmides em Marte. Após fingir estar morto, o Doutor conduz Sarah Jane pelos labirintos das pirâmides e precisa enfrentar provações deixadas por Hórus baseadas em lógica. Marcus descobre o Olho de Hórus, o dispositivo que aprisionou Sutekh, e o destrói. O Doutor e Sarah saem das pirâmides e de volta à Terra, mas o Doutor usa um dispositivo da TARDIS para controlar o túnel dimensional e envelhece Sutekh dez mil anos, fazendo-o morrer de velhice. Eles partem novamente na TARDIS pouco antes do prédio ser destruído por um incêndio.

### Continuidade
Sarah Jane usa um vestido que o Doutor diz ter pertencido a Victoria Waterfield, uma acompanhante do Segundo Doutor. Ela observa que os quebra-cabeças são semelhantes aos da cidade Exxilon vistos em Death to the Daleks (1974), embora ela pessoalmente nunca tenha entrado na cidade.

## Produção

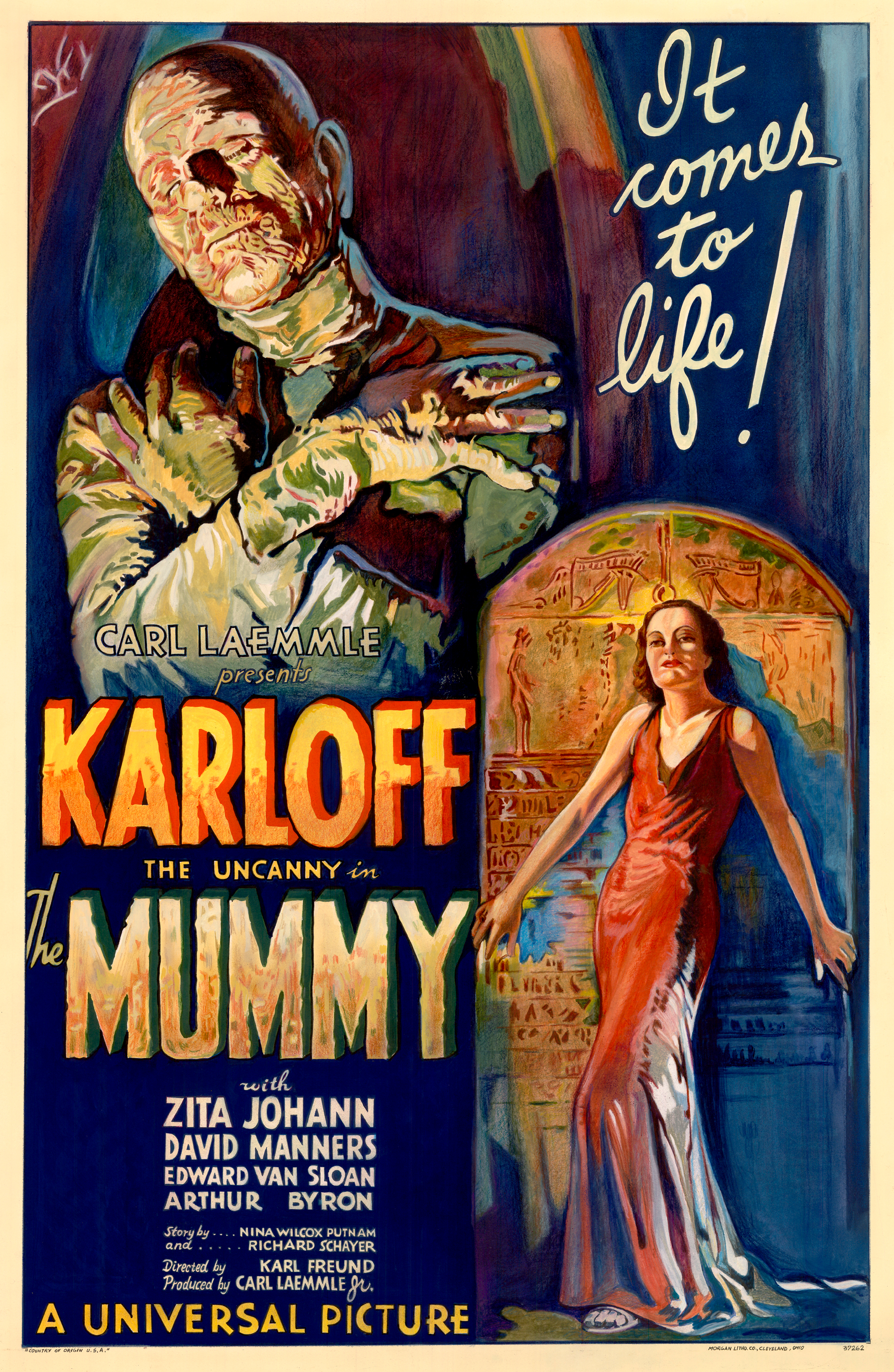
O serial teve influência de filmes de múmias, como A Múmia, de 1932.

O filme da Universal Pictures A Múmia de 1932 e especialmente os filmes de terror da Hammer A Múmia de 1959 e Sangue no Sarcófago da Múmia de 1971 influenciaram a história. Originalmente escrito por Lewis Greifer, a história original foi considerada impraticável. Greifer não estava disponível para realizar reescritas, então os roteiros foram completamente reescritos pelo editor de roteiros da série, Robert Holmes. O pseudônimo usado na transmissão foi "Stephen Harris".
As cenas externas foram filmadas na propriedade Stargroves em Hampshire, uma mansão vitoriana conhecida por seu estilo arquitetônico revivalista gótico ornamentado, que era propriedade de Mick Jagger na época. O mesmo local seria utilizado durante as filmagens de Image of the Fendahl (1977). O novo console da TARDIS, que estreou na história anterior Planet of Evil, não aparece novamente até The Invisible Enemy (1977). Devido ao custo de montagem da sala do console para a filmagem de apenas algumas cenas, um novo cenário foi projetado para a temporada seguinte. Tom Baker e Elisabeth Sladen improvisaram vários momentos nesta história, mais notavelmente uma cena na Parte Quatro, onde o Doutor e Sarah Jane começam a sair de seu esconderijo e, quando veem uma múmia, voltam rapidamente para dentro dela. Baker baseou a cena em uma rotina dos irmãos Marx.
Várias cenas foram excluídas da transmissão final. Uma foto modelo da TARDIS pousando na paisagem de uma Terra árida e alternativa de 1980 seria usada na Parte Dois, mas o diretor Paddy Russell decidiu que os espectadores sentiriam mais impacto se a primeira cena da nova Terra fosse a reação de Sarah quando as portas da TARDIS são abertas. Três cenas de efeitos como portas se abrindo e o Doutor se materializando no sarcófago foram removidas da edição final da Parte Quatro porque Russell sentiu que as mixagens não eram boas o suficiente. Essas cenas foram incluídas no DVD, junto com uma versão alternativa do caçador furtivo sendo caçado na Parte Dois e uma versão completa da explosão do foguete osirano.
Embora o nome da raça de Sutekh seja pronunciado "osirana" ao longo da série, os roteiros e o material publicitário o escrevem como "osiriano" em alguns lugares e como "osirano" em outros.

## Transmissão e recepção
| Episódio | Título         | Duração | Exibição original      | Audiência no Reino Unido (milhões) |
| -------- | -------------- | ------- | ---------------------- | ---------------------------------- |
| 1        | "Parte Um"     | 25:22   | 25 de outubro de 1975  | 10,5                               |
| 2        | "Parte Dois"   | 23:53   | 1 de novembro de 1975  | 11,3                               |
| 3        | "Parte Três"   | 24:32   | 8 de novembro de 1975  | 9,4                                |
| 4        | "Parte Quatro" | 24:52   | 15 de novembro de 1975 | 11,7                               |

A história foi editada e condensada em um único episódio de uma hora, transmitido pela BBC1 às 17h50 do dia 27 de novembro de 1976, alcançando 13,7 milhões de telespectadores, a maior audiência alcançada por Doctor Who em toda a sua história até aquele momento. O número não foi superado até a transmissão de City of Death em 1979. A BBC2 transmitiu os quatro episódios em domingos consecutivos, de 6 a 27 de março de 1994 ao meio-dia, alcançando 1,1, 1,1, 0,9 e 1,0 milhões de telespectadores, respectivamente.
Em 1985, Colin Greenland revisou Pyramids of Mars para a revista Imagine e afirmou que era "Dr Who no seu melhor eclético [...] Uma mistura fermentada de terror da Hammer, mitologia egípcia e ficção científica com um toque de H. G. Wells." Paul Cornell, Martin Day e Keith Topping deram ao serial uma crítica positiva no The Discontinuity Guide (1995), elogiando o adversário "arrepiante" e algumas dos dialógos. Em The Television Companion (1998), David J. Howe e Stephen James Walker descreveram o primeiro episódio como "uma excelente ambientação" e a história como "quase perfeita". Eles escreveram que Pyramids of Mars deu a "expressão mais completa" da era do terror gótico e teve altos valores de produção e um bom elenco convidado. Em 2010, Patrick Mulkern da Radio Times chamou-o de "um clássico genuíno" com "indiscutivelmente a produção mais polida até hoje", e elogiou o enredo poderoso. No entanto, ele não gostou de como a UNIT foi dispensada na temporada e encontrou "pequenas e divertidas queixas" na trama. Charlie Jane Anders do io9 descreveu Pyramids of Mars como "apenas uma adorável e sólida história de aventura", destacando a maneira como o Doutor parecia impotente, o ritmo da história e Sarah Jane. Em um artigo de 2010, Anders também listou o momento de angústia do terceiro episódio - no qual o Doutor é forçado a confrontar Sutekh - como um dos maiores momentos de angústia em Doctor Who de todos os tempos. Em uma pesquisa da Doctor Who Magazine em 2014 para determinar as melhores histórias de Doctor Who de todos os tempos, os leitores colocaram Pyramids of Mars para o oitavo lugar. Em 2018, o The Daily Telegraph classificou o serial em 18.º lugar nas "56 maiores histórias e episódios", afirmando que "embora as múmias sejam excelentes, são os personagens orgânicos que ocupam o centro do palco, com Baker cimentando o aumento estranheza de sua representação do herói". Concluíram que se tratava de "ouro puro".
Em A Critical History of Doctor Who on Television, John Kenneth Muir questionou o conceito de mitologia egípcia presente na história; ele também questionou uma série de elementos aparentemente ilógicos, como por que os robôs que guardavam o prédio estavam disfarçados de múmias egípcias e por que o foguete osirano tinha o formato de uma pirâmide. Em sua avaliação, o uso de objetos e símbolos egípcios antigos pela raça foi explicado inadequadamente no roteiro, e ele contrastou desfavoravelmente Pyramids of Mars com Stargate, uma série de televisão de 1994 que se baseava fortemente no conceito de antigos astronautas visitando a Terra. Muir traçou paralelos com seriais anteriores de Doctor Who, como The Dæmons (1971) e Terror of the Zygons (1975), que também se basearam na ideia de mitologias antigas da Terra com origens extraterrestres. Como The Dæmons e The Tomb of the Cybermen (1967), Pyramids of Mars explorou muitas convenções familiares de filmes clássicos de múmias, mas com menos sucesso na visão de Muir.
John J Johnston, vice-presidente da Sociedade de Exploração do Egito, explorou as influências em Pyramids of Mars  na Enciclopédia de Múmias na História, Religião e Cultura Popular. Ele observou que a história se baseou fortemente em uma série de filmes de terror clássicos, como A Múmia de 1932 da Universal e A Múmia da Hammer de 1959, tanto no cenário quanto na atuação. Johnston também notou as influências da arqueologia no design de produção. De acordo com ele, as múmias robóticas projetadas por Barbara Kidd, da BBC, foram inspiradas em uma antiga pintura rupestre de uma misteriosa figura de cabeça abaulada que foi descoberta por Henri Lhote no deserto do Saara na década de 1950, e que Lhote apelidou de "o Grande Deus Marciano". Da mesma forma, ele considerou que a máscara de Sutekh foi modelada em uma estátua de um homem barbudo datada de cerca de 3.500 a.C., que foi escavada em Gebelein por Louis Lortet em 1908.

## Lançamentos comerciais

### Versões impressas
Uma romantização do serial escrito por Terrance Dicks foi publicada pela Target Books em dezembro de 1976. O livro contém um prólogo substancial contando a história de Sutekh e os osiranos e apresenta um epílogo no qual uma futura Sarah pesquisa a destruição da mansão e como foi explicado. Uma leitura integral realizada por Tom Baker foi lançada em CD em agosto de 2008 pela BBC Audiobooks. Pyramids of Mars foi reimpresso no segundo volume de The Essential Terrance Dicks, publicado em 26 de agosto de 2021 pela BBC Books.

### Home media
A história foi lançada pela primeira vez em VHS e Betamax como um único episódio em fevereiro de 1985. Posteriormente, foi lançada em formato episódico em abril de 1994. Foi lançada em DVD no Reino Unido em 1 de março de 2004. Também foi lançado em 31 de outubro de 2011 como um extra no DVD e Blu-ray da quarta temporada de The Sarah Jane Adventures como uma homenagem a Elisabeth Sladen, que havia morrido no início do ano.

### Tales of the TARDIS
Uma edição especial do episódio foi ao ar no BBC iPlayer em 20 de junho de 2024 como parte do spin-off Tales of the TARDIS.